# Texas-Pacífico Transportation
Die Texas-Pacífico Transportation (TXPF, TPT) ist eine US-amerikanische regionale Eisenbahngesellschaft in Texas. Das Unternehmen gehört zum mexikanischen Konzern Grupo México, zu dem auch die größte mexikanische Eisenbahngesellschaft Ferromex gehört. Sitz des Unternehmens ist Mexiko-Stadt und Brownwood. Die Gesellschaft betreibt eine 630 Kilometer Strecke zwischen dem Grenzübergang nach Mexiko in Presidio (Texas), über Alpine, Rio Pecos und San Angelo bis San Angelo Junction.
Übergänge bestehen in Presidio zur Ferromex, in Alpine zur Union Pacific Railroad und in San Angelo Junction zur BNSF Railway und zur Fort Worth and Western Railroad. Der Fahrzeugpark besteht gegenwärtig aus drei von Ferromex angemieteten EMD GP35-2.

## Geschichte
Zu Beginn des zwanzigsten Jahrhunderts versuchte der Eisenbahnunternehmer Arthur E. Stilwell mit der Kansas City, Mexico and Orient Railway eine Bahnstrecke von Kansas City (Kansas) nach Topolobampo am Pazifik zu bauen. Aus verschiedenen Gründen scheiterte das Projekt. Als 1928 die Atchison, Topeka and Santa Fe Railroad (ATSF) die Strecke übernahm, fehlte unter anderem auf dem  Gebiet der Vereinigten Staaten noch die Verbindung zwischen Alpine und Presidio. Die ATSF baute mittels der „Panhandle and Santa Fe Railway“ bis 1930 das fehlende Streckenstück. 1989 stellte die ATSF den Betrieb auf der als „South Orient“ bezeichneten Streckenabschnitt Presidio – San Angelo Junction ein.
Die anliegenden Countys erwarben mit finanzieller Unterstützung des Bundesstaates durch die „South Orient Rural Rail Transportation District“ (SORRTD) die Strecke. Damit sollte der weitere Schienenverkehr auf dieser Strecke sichergestellt werden. Man beauftragte die neu gegründete South Orient Railroad, die die Strecke mietete und auch beim Erwerb beteiligt war. 1998 musste das Unternehmen jedoch Konkurs anmelden und den Betrieb einstellen.
Der Staat Texas erwarb 2001 die Strecke für 9,5 Millionen Dollar, davon kamen 3,5 Millionen aus der Verpachtung der Strecke für 50 Jahre an die Texas Pacifico Transportation der Grupo México. In den folgenden drei Jahren wurde rund 20 Millionen Dollar in den Streckenausbau investiert, um sie für die notwendigen Tonnagen und Geschwindigkeiten tauglich zu machen. Zur Jahreswende 2004/2005 nahm die Gesellschaft den Betrieb auf. Gemeinsam mit dem mexikanischen Schwester-Unternehmen Ferromex und der Fort Worth and Western Railroad kann damit eine direkte Verbindung von Chihuahua nach Fort Worth/Dallas angeboten werden.